# Antonio Rodríguez Pedrazuela
Antonio Rodríguez Pedrazuela (Madrid, 19 de octubre de 1927-Ciudad de Guatemala, 23 de septiembre de 2008) fue un químico y sacerdote católico español, afincado en Guatemala. Miembro del Opus Dei, comenzó la labor apostólica en América Central, donde fue el primer vicario general (1956-1961) y (1966-1995).

## Biografía
Hijo de Luis Rodríguez Batanero, que al término de la Guerra civil española, fue acusado de "connivencia con el enemigo" (con los republicanos) y "auxilio de la rebelión", y condenado a prisión, con reducción de pena mediante el trabajo.
Superado el examen de Estado (1944), se licenció en Ciencias Químicas en la Universidad de Madrid (1949), doctorándose (1952) con una memoria dirigida por Octavio Foz Gazulla. Durante su etapa universitaria fue alférez de complemento del ejército español, y después de conocer a Josemaría Escrivá, solicitó su admisión en el Opus Dei el 13 de abril de 1948.
Posteriormente se licenció en Teología y Derecho Canónico y se ordenó sacerdote el 22 de enero de 1953. Tras doctorarse en Derecho Canónico se trasladó a Ciudad de Guatemala el 22 de julio de 1953. Fue vicario general del Opus Dei en América Central en dos periodos (1956-1961) y (1966-1995); delegado regional de México y América Central (1961-1966).
Falleció en la capital guatemalteca, a los 82 años, el 23 de septiembre de 2008.

## Distinciones
- Orden del Quetzal en grado de Caballero, otorgado por el Gobierno de Guatemala el día de su 80.º cumpleaños (19 de octubre de 2005).
- Prelado de Honor de Su Santidad, otorgado por Juan Pablo II (2 de noviembre de 1993)

## Publicaciones
- Rodríguez Pedrazuela, Antonio, Un mar sin orillas: el trabajo del Opus Dei en Centroamérica. Recuerdos sobre los comienzos, Madrid, Rialp, 1999, 1ª, 357 pp. (2010, 6ª).[6][7]